# ГАЗ-3111

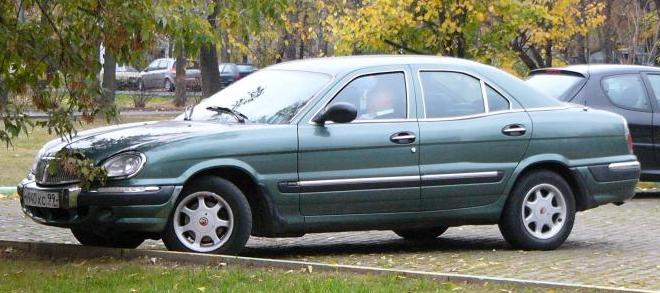
ГАЗ-3111

ГАЗ-3103 (3104) и 3111 «Волга» — семейство российских легковых автомобилей ГАЗ, современных для 1990-х годов – относящихся к периоду т. н. «биодизайна», а также выполненных в стиле «неоретро», который, в данном случае, обыгрывал образы одних из предшествующих автомобилей ГАЗ — кузовов 1940–1950 годов: ЗИМ (ГАЗ-12) и М-21 (ГАЗ-21). Разработка автомобилей была осуществлена в короткие сроки — в 1996–1998 гг., при этом были повторно использованы некоторые индексы, принадлежавшие предыдущему, частично отменённому к выпуску поколению автомобилей ГАЗ-3103 (3105) 1987–1992 гг. разработки. Впервые опытные образцы были представлены широкой публике в 1998 году на Московском автосалоне, выпуск модели 3103 был отменён, модель 3111 же некоторое время выпускалась мелкосерийно. В силу неблагоприятных экономических условий — с целью удешевления производства было принято временное вынужденное конструктивное решение: начало выпуска автомобиля с применением устаревшей задней подвески рессорного типа и балки ведущего моста — при предусмотренной пружинной, многорычажной и соответствующих креплениях в кузове. Дизайн лицевой части данной модели, в дальнейшем, был применён на таких автомобилях как: легковой ГАЗ-3110 (модификации «5»), представлявший собой паллиативный рестайлинг ГАЗ-24, и „Газель“ / „Соболь“ / „Валдай“ с кабиной поколения «3302» (в 2003 году).

## Конструкция ГАЗ-3103 (3104)
В автомобиле были применены независимые рычажные подвески и цепь Морзе в трансмиссии. Поколением двигателей, предусмотренным для данной модели являлось ЗМЗ-406, первоначально предназначавшимся для предыдущего поколения аналогичных автомобилей – ГАЗ-3103 1987 г. создания. Модели 3103 и 3104 были построены по одному макетному образцу и представлены на Московском автосалоне в 1998 году, вместе с альтернативным параллельным вариантом – моделью 3111.

## Конструкция ГАЗ-3111

### Кузов и салон
Силовая структура кузова разрабатывалась с учётом современных требований по пассивной безопасности, в том числе тестов EuroNCAP тех времён.
Передние фары каплевидной формы, с фарой ближнего света в виде прожектора с линзой и фарой дальнего света, в котором луч формируется рефлектором (самое современное решение), имеют прозрачный колпак без рассеивателя. Указатель поворота с 8 лампочками размещался под фарой. Иная концепция задних фонарей: под рассеивателем, напоминающим по форме задний фонарь ГАЗ-21, размещены светодиоды.
Салон в сравнении с предыдущими моделями «Волги» полностью изменён. Предусмотрены места для установки подушек безопасности. Многие переключатели (например, вращающийся переключатель света фар) «позаимствованы» у иномарок. Сиденья разработаны совместно с фирмой «Lear», отделка двухцветная натуральной кожей. Спинки задних сидений складываются по частям в неравных долях.
Некоторые владельцы сами позже переделывали выхлопную систему согласно первоначальному замыслу дизайнеров. Кузова последних в серии машин имели менее выраженные выштамповки на задних дверях.
Существовало два варианта блока климат-контроля (с возможностью переключения в режим принудительной подачи воздуха в ноги и без). На первых машинах устанавливались более удобные подрулевые переключатели (они были расположены ближе к водителю), а щиток приборов имел иное расположение контрольных ламп; так же была предусмотрена возможность отключения ABS специальной кнопкой.
Кузов ГАЗ-3111 не подвергался оцинковке, но некоторые сварные швы были лужеными. Машина окрашивалась в большое количество цветов (около 10), наиболее часто встречается красный цвет («Красное вино») и оттенки синего и чёрного («Авантюрин», «Посейдон», «Чароит»). В зависимости от цвета кузова, выбиралась тканевая обивка салона и цвет верхней части панели приборов (у машин с зелёным кузовом окраски «Малахит» верхняя часть панели приборов была зелёной). Дилеры предлагали на заказ кожаную отделку салона.
Все машины комплектовались российскими легкосплавными дисками K&K «Элита» и полноразмерным запасным колесом также на литом диске. Размер шин 205/65/R15, 205/60/R16, 225/50/R17, 235/50/R17, 225/45/R18 .

### Двигатель
Основным для серийных автомобилей был четырёхцилиндровый 16-клапанный бензиновый двигатель ЗМЗ-4052.10 (155 л. с.). На несколько машин был установлен ЗМЗ-4062.10 (136 л. с.), ГАЗ-3105 компоновки V8 (170 л. с.) и дизельный двигатель ГАЗ-560 (110 л. с.). В качестве перспективного двигателя рассматривался опытный ЗМЗ-301 компоновки V6. Моторный отсек ГАЗ-3111 допускает установку весьма широкой гаммы бензиновых и дизельных иностранных двигателей рабочим объёмом до 4,5 л. :
- четырёхцилиндровый двигатель 3RZ-FE с МКПП или 4-зонной АКПП
- шестицилиндровый 5VZ-FE объёмом 3,4 л и мощностью 205 л. с.
- четырёхцилиндровый дизель 5L объёмом 3 л и мощностью 91 л. с.
- турбодизель 2L-T объёмом 2,5 л и мощностью 92 л. с., только с МКПП[7].

### Трансмиссия
Основные узлы трансмиссии унифицированы с ГАЗ-3110, но имеют конструктивные отличия. Из-за смещенного вперед двигателя пятиступенчатая КПП снабжена удлинителем механизма переключения передач, а карданная передача с промежуточной опорой существенно удлинена. Ширина заднего моста и колея задних колес увеличены в сравнении с предыдущими моделями «Волги».

### Органы управления
На ГАЗ-3111 впервые в семействе «Волг» применено реечное рулевое управление с гидроусилителем производства завода «Автогидроусилитель» (г. Борисов, Белоруссия). Рулевая колонка регулировалась по высоте (на некоторых автомобилях в двух направлениях: по высоте и по вылету).
Тормоза аналогичны ГАЗ-3110 — передние дисковые вентилируемые, задние барабанные.В некоторых комплектациях задние дисковые тормоза.
Впервые в отечественном автопроме на ГАЗ-3111 была применена антиблокировочная система тормозов (Bosch 5.3).

### Подвеска
Передняя подвеска ГАЗ-3111 разработана с «нуля». Конструкция является традиционной для легковых автомобилей большого класса — два разнесённых на большое расстояние поперечных рычага с амортизаторной стойкой, опирающейся на нижний рычаг, архаичные шкворни заменены шаровыми опорами. Для облегчения сборки и повышения точности нижние рычаги подвески, передний стабилизатор поперечной устойчивости, реечное рулевое управление и опоры силового агрегата крепятся к подрамнику, как на большинстве современных автомобилей. Это конструктивное решение также уменьшает передачу вибраций на кузов.
Задняя подвеска осталась зависимой, рессорной, но была существенно переработана по сравнению с предыдущими моделями «Волги» — изменён угол наклона амортизаторов, введен стабилизатор поперечной устойчивости. Планировалось, что через некоторое время после начала серийного производства задняя подвеска будет заменена на независимую многорычажную.

### Электрооборудование
Электрооборудование салона ГАЗ-3111 было приближено по уровню предоставляемого комфорта к зарубежным автомобилям сопоставимого класса. Все двери оснащены электростеклоподъёмниками, в штатную комплектацию входил центральный замок, противотуманные фары, задний противотуманный фонарь, аудиоподготовка на 8 колонок и электроантенна; обогревы заднего стекла, боковых зеркал с электроприводом и форсунок омывателя лобового стекла. Состояние основных систем автомобиля — температура и уровни всех эксплуатационных жидкостей (в том числе уровень моторного масла) — контролировалось бортовой электронной системой и в случае неисправности отображалось на панели приборов. Электрика предусматривала установку бортового маршрутного компьютера (на несколько машин на заводе был установлен компьютер БК-11 ЗАО «Техноволга»). Для задних пассажиров был предусмотрен отдельный прикуриватель с пепельницей и плафоны подсветки.
На ГАЗ-3111 была установлена система климат-контроля с электроприводом заслонок и салонным фильтром. Некоторые дилеры устанавливали вместо штатного управления климат-контролем электронный блок управления с возможностью автоматического поддержания установленной температуры воздуха в салоне. Как опция устанавливался кондиционер, магнитола и другое дополнительное оборудование.

## Производство по годам
- 2000 — 53 шт.
- 2001— 342 шт.
- 2002 — 20 шт. (официальное прекращение мелкосерийного производства в августе 2002 года)

Всего за время производства — 415 шт.
- 2004 — 9 шт. (неофициально собрано 9 автомобилей из оставшихся кузовов).

Всего приблизительно выпущено 424 шт. Хотя есть автомобили имеющие порядковый номер выше указанной цифры. Общее количество выпущенных автомобилей вместе с экспериментальными образцами не превысило 500 штук.
Однако были ещё и предсерийные образцы (до 2000 года), которые собирались до выхода автомобиля в серию. На них в «УКЭР ГАЗ» производились различные испытания. Точное количество выпущенных единиц неизвестно.